# Abdish-Ata Kant
Der FK Abdish-Ata Kant (kirgisisch футбол клубу Абдыш-Ата Кант) ist ein kirgisischer Fußballverein aus Kant. Aktuell spielt der Verein in der ersten Liga und ist amtierender Landesmeister.

## Vereinsgeschichte
Gegründet wurde der Verein im Jahre 1992 als FC Tunguch Kant. Zur Jahrtausendwende wurde der Verein in FC Abdish-Ata Kant umbenannt. Seit 2006 befand sich der Club ständig in der Spitzengruppe der Top Liga, gewann aber erst 2022, 2023 und 2024 die ersten Meisterschaften. Außerdem konnte man bisher fünf Mal den nationalen Pokal und 2016 sowie 2024 den Supercup für sich entscheiden.

## Stadion
Seine Heimspiele trägt der Verein im 3.000 Zuschauer fassenden Stadion Sportkompleks Abdisch-Ata in Kant aus. 

## Vereinserfolge
- Kirgisischer Meister: 2022, 2023, 2024
- Kirgisischer Vizemeister: 2006, 2007, 2008, 2009, 2014, 2017, 2021
- Kirgisischer Pokalsieger: 2007, 2009, 2011, 2015, 2022
- Kirgisischer Pokalfinalist: 2014, 2020, 2023, 2024
- Kirgisischer Supercupsieger: 2016, 2024

## Trainerchronik
| Trainer             | Nation             | von                | bis                |
| ------------------- | ------------------ | ------------------ | ------------------ |
| Murat Dzhumakeev    | Kirgisistan        | 1. Juli 2006       | 30. Juni 2009      |
| Nematzhan Zakirov   | Kirgisistan        | 1. Januar 2007     | 31. Dezember 2008  |
| Anarbek Ormombekov  | Kirgisistan        | 1. Januar 2007     | 30. Juni 2009      |
| Ceylan Arikan       | Türkei Niederlande | 1. Februar 2009    | 31. Dezember 2010  |
| Islam Akhmedov      | Usbekistan         | 1. Januar 2011     | 31. Dezember 2011  |
| Nematzhan Zakirov   | Kirgisistan        | 1. April 2011      | 30. Juni 2012      |
| Islam Akhmedov      | Usbekistan         | 1. Juli 2012       | 31. Dezember 2012  |
| Mirlan Eshenov      | Kirgisistan        | 1. Januar 2014     | 30. August 2014    |
| Khurshit Lutfullaev | Kirgisistan        | 1. Januar 2019     | 31. Dezember 2019  |
| Aleksandr Beldinov  | Kirgisistan        | 1. Januar 2020     | 22. September 2020 |
| Ceylan Arikan       | Türkei Niederlande | 1. Januar 2021     | 17. September 2023 |
| Islam Akhmedov      | Usbekistan         | 20. September 2023 | 10. Dezember 2024  |

## Bekannte ehemalige Spieler
- Emil Kenschissarijew (2003–2005)
- Anton Semljanuchin (2009, 2011–2012)